# Ester enligt den grekiska texten
Ester enligt den grekiska texten (grek. Εσθηρ) är en deuterokanonisk bibelbok,som är en längre version av Esters bok i Gamla Testamentet. I Bibel 2000 ingår den i 
bibelbok som ingår i Tillägg till Gamla Testamentet. .
Den grekiska texten är den grekiska översättning av Esters bok som ingår i Septuaginta, en antik översättning av Gamla Testamentets hebreiska skrifter till grekiska. Översättarna förhöll sig ofta ganska fritt till förlagan, och i det här fallet har de gjort ett flertal ändringar och tillägg, som motiverar varför boken finns med två gånger i den moderna svenska bibelöversättningen Bibel 2000.